# Remember Me (Hoobastank)
Remember Me è il secondo singolo dell'omonimo album della band statunitense Hoobastank uscito nel 2002